# New London (Karolina Północna)
New London – miasto w Stanach Zjednoczonych, w stanie Karolina Północna, w hrabstwie Stanly.